# Espace Léopold

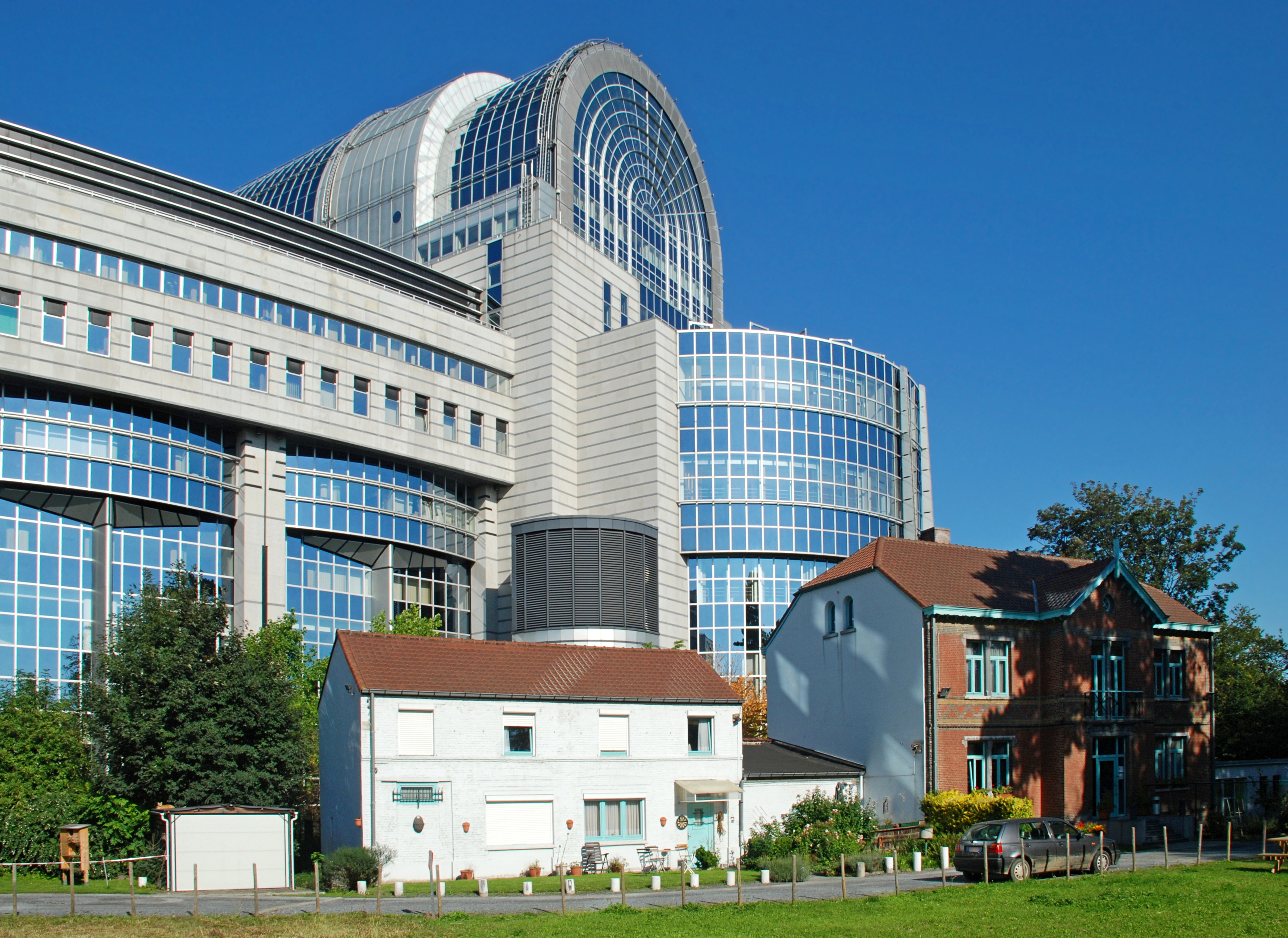
Veduta dal Parc Léopold del retro dell'edificio Paul-Henri Spaak.

L'Espace Léopold (in olandese: Leopoldruimte) è l'insieme degli edifici nel quartiere Léopold a Bruxelles che forniscono alloggio al Parlamento europeo, la camera legislativa dell'Unione europea. La posizione è tra il Parc Léopold e la Place du Luxemburg e viene tagliata a metà dal Wiertzstraat.
Lo spazio ufficio totale ammonta a 398 200 m² e può ospitare 3200 uffici, 87 sale riunioni e 50 cabine per interpreti e la grande sala riunioni parlamentare.
Lo spazio Leopold non è la sede ufficiale del Parlamento. Questo ruolo è riservato alla Immeuble Louise Weiss di Strasburgo, ma poiché la maggior parte delle altre istituzioni dell'Unione Europea hanno sede a Bruxelles, il Parlamento occupa un secondo posto principale qui. Sebbene il Parlamento dovrebbe quindi mantenere ufficialmente il suo quartier generale a Strasburgo, la maggior parte del lavoro parlamentare si svolge oggi a Bruxelles. Questa città è quindi nota nei media internazionali come la capitale de facto dell'Unione europea.
L'Espace Léopold è un complesso di edifici costruiti dal 1989 al 2004 in stile postmoderno. È composto dall'edificio Paul-Henri Spaak, che contiene tra l'altro la Camera e l'ufficio del Presidente. Nel 1988 è stato oggetto di un concorso di architettura organizzato dall'"Association des Architectes du CIC" e vinto dall'architetto Michel Boucquillon nel 1988 all'età di 26 anni. È titolare della paternità e del diritto d'autore riconosciuto dal Parlamento europeo. L'Associazione degli Architetti del CIC era composto dagli uffici CRV, CDG, Bontinck e Vanden Bossche. D'altra parte, gli altri edifici che si affacciano sull'edificio Paul-Henri Spaak e sulla spianata sono stati progettati dall'Atelier Espace Léopold all'inizio degli anni '90 e comprendono anche quattro studi di architettura: l'Atelier d'Architecture de Genval http://www.genval-architecture.be/, il gruppo Cerau, CRV e l'Atelier Vanden Bossche.
Michel Boucquillon ha progettato l'edificio in forma ovale, simbolo di unione. La facciata è pensata per riflettere le nozioni essenziali di trasparenza, democrazia e vicinanza ai cittadini. I parlamentari entrano nell'asse dell'edificio, mentre gli spettatori, compresa la stampa, entrano lateralmente. Egli concepisce la sala dell'emiciclo come un vasto spazio di lavoro. L'obiettivo era quello di fornire un ambiente sobrio, confortevole e a misura d'uomo che favorisca lo scambio e il dialogo. L'attenzione è focalizzata sullo spazio dei 627 parlamentari, cancellando visivamente i 532 posti a sedere della galleria. Quest'ultimo è totalmente nero per essere assente. L'atrio è il polmone dell'edificio, il suo ruolo è quello di permettere alla luce o "verità" di fluire al livello dell'emiciclo. Era quindi essenziale immaginare una parete e un materiale che permettesse alla luce di fluire verso il basso. Il materiale doveva essere trasparente all'occhio. Il tessuto in acciaio inox ha svolto bene questo ruolo. Questo materiale non era mai stato usato per scopi architettonici prima d'ora.

## Storia
Al Consiglio europeo di Edimburgo del dicembre 1992, i capi di Stato europei hanno deciso che la sede ufficiale del Parlamento andasse a Strasburgo, in Francia. Tale accordo è stato confermato nel 1997 nel Trattato di Amsterdam, secondo cui dodici riunioni plenarie, compresa la sessione di bilancio, dovrebbe tenersi ogni anno a Strasburgo. Le altre riunioni plenarie si stanno svolgendo a Bruxelles. Ecco perché è stata sviluppata un'infrastruttura completa in entrambe le città. Un centro congressi internazionale (l'attuale edificio Paul-Henri Spaak) fu costruito a Bruxelles da una collaborazione tra il Generale Maatschappij e il BACOB, fondato nel 1987. La costruzione del nuovo progetto è iniziata nel 1989 e si è svolta sul sito di un vecchio birrificio e cantiere di smistamento. La stazione di Bruxelles-Lussemburgo è stata coperta per creare una zona pedonale.
I dipartimenti di supporto politico, le delegazioni interparlamentari e i gruppi politici attualmente tengono le loro riunioni in questo complesso edilizio. Di conseguenza, le loro segreterie e quartier generale si trovano solitamente a Bruxelles.  Poiché le commissioni parlamentari esercitano il controllo politico sul Consiglio dell'Unione europea e sulla Commissione europea, e hanno entrambe sede a Bruxelles, si incontrano anche lì. Il Segretariato del Parlamento e i suoi servizi hanno sede a Lussemburgo.
Ora che gli edifici Willy Brandt (D4) e József Antall (D5) sono stati completati, il complesso edilizio è ora considerato avere abbastanza spazio per il Parlamento per i successivi dieci-quindici anni. Non ci sono quindi nuovi progetti in cantiere. Tre quarti del lavoro parlamentare ora si svolgono nello spazio Leopoldo piuttosto che a Strasburgo.

## L'edificio Paul-Henri Spaak
L'edificio Paul-Henri Spaak (PHS) contiene la sala plenaria, la sala stampa e gli uffici del Presidente del Parlamento e dello staff del parlamento anziano. Prende il nome dal primo presidente parlamentare, il belga Paul-Henri Spaak. L'edificio forma un'insenatura nel Leopoldpark. Con la sua caratteristica semi-cupola in vetro - un ricordo del bruciato Crystal Palace a Londra - è stato soprannominato "Caprice des Dieux" (la moda degli dei), un formaggio con lo stesso nome. La costruzione iniziò nel 1988 con la sala plenaria, poi l'ala nord nel 1989 e successivamente l'ala sud nel 1992. In vista della grande espansione dell'Unione Europea nel 2004, la sala plenaria è stata ampiamente rinnovata nel 2003 per creare più posti e sale di traduzione.

### L'emiciclo
I membri del parlamento si siedono in parlamento in base ai loro raggruppamenti politici, disposti da sinistra a destra, con alcuni gruppi più piccoli più sull'anello esterno della stanza. Tutte le scrivanie sono dotate di microfoni, cuffie per la traduzione e materiale per il voto elettronico. I leader del partito sono nel mezzo del centro, con un palco per oratori ospiti nel mezzo. L'altra metà della sala rotonda è principalmente occupata dal Presidente del Parlamento e dallo staff. Dietro di loro è appesa una bandiera europea con sopra le bandiere nazionali.
Dietro di loro e sul lato della stanza ci sono le cabine di traduzione, mentre le tribune pubbliche sono sul retro. I banchi alle estremità della stanza sono occupati dal Consiglio a sinistra e dalla Commissione a destra. A differenza di Strasburgo, la stanza di Bruxelles ha un design in legno.

## L'edificio Altiero Spinelli
Gli uffici dei membri del parlamento e i dipartimenti di supporto alle politiche si trovano nell'Edificio Altiero Spinelli (ASP). Ci sono anche negozi, filiali bancarie, ristoranti, una caffetteria, un bar e impianti sportivi. Prende il nome dal politico italiano Altiero Spinelli, considerato uno dei padri fondatori dell'Unione Europea.
La costruzione iniziò nel 1991 e fu completata nel 1997. L'edificio ha cinque torri alte, ognuna con più di 17 piani. L'edificio si trova sul lato ovest di Paul-Henri Spaak ed è collegato ad esso tramite i piani superiori. Sul lato ovest dell'edificio sono i nuovi edifici D4 e D5, con i quali è collegato tramite un ponte coperto di vetro. A nord vi è l'edificio Bertha von Suttner.

## L'edificio Brandt e Antall
L'ultima fase provvisoria dell'espansione dello spazio Leopold è stata l'espansione a Trierstraat e Luxemburgplein, e dovrebbe essere completata nel 2008. Questi edifici sono l'edificio Willy Brandt (ex D4) e l'edificio József Antall (ex D5). Sono collegati all'edificio Spinelli da una passerella circolare in vetro chiamata Ponte Konrad Adenauer.
Tra gli edifici Brandt e Antall si trova l'ex edificio della stazione di Bruxelles-Lussemburgo, precedentemente chiamata stazione Leopold. È stata trasformata in un centro di informazioni pubbliche e sala espositiva. La prima mostra riguardava la storia degli edifici europei a Bruxelles e si è svolta durante l'estate del 2007.
L'edificio Brandt è stato coinvolto nel luglio 2007 dalla direzione generale delle relazioni esterne della Commissione europea (DG RELEX) e dai parlamentari estremisti di destra o euroscettici. Oltre ai nuovi impianti di stampa, l'edificio Brandt ospiterà 375 uffici, oltre alle 5 sale conferenze (con 25 sale di traduzione) nell'edificio Antall.
Il nuovo complesso di edifici comprende anche un centro visitatori al piano terra - il Parlamentarium - inaugurato nell'ottobre 2011. Con 6000m2 sarà il più grande centro visitatori parlamentare del mondo, ispirato ad esempi svedesi e danesi. Un gioco di ruolo moderno e contemporaneo è stato sviluppato per consentire ai visitatori di essere messi nei panni di un membro del parlamento. Il vecchio centro visitatori è stato aperto negli anni 1990 e ora è troppo piccolo per il flusso turistico. Nel nuovo centro si può trovare anche una caffetteria, un negozio, una stanza per bambini e un'area delle risorse con database e informazioni dettagliate. Esiste una mostra permanente sul Parlamento e l'Europa.

### Nomi
Dopo la morte di Giovanni Paolo II, i deputati polacchi hanno cercato di dare il nome ai nuovi edifici. Ciò era contrario, tuttavia, ai socialisti e ai verdi, che elessero qualcuno che aveva contribuito all'unificazione europea, e volevano preservare il carattere secolare del Parlamento. Quando gli edifici furono quasi terminati nel settembre 2007, la discussione si riaccese. Si diceva che un edificio avrebbe preso il nome da un uomo e l'altro dal nome di una donna. Alcuni parlamentari dichiararono di volere qualcuno da un gruppo politico più piccolo, poiché gli altri edifici prendevano il nome da membri di importanti movimenti politici.
Un sondaggio tra i parlamentari ha fornito alcuni suggerimenti, tra cui Václav Havel, Nelson Mandela, Olof Palme, Margaret Thatcher e Jan Palach. Una proposta satirica è stata quella di nominare i due edifici le torri di Kaczynski, i fratelli polacchi Lech e Jarosław Kaczyński, il primo presidente attuale e l'ultimo ex primo ministro della Polonia. Dopotutto, il loro rapporto con Bruxelles non riguardava le rose.
La decisione finale è caduta a gennaio 2008. Gli edifici prendono il nome da Willy Brandt, cancelliere tedesco dal 1969 al 1974, e da József Antall, il primo primo ministro ungherese eletto democraticamente. Il ponte, che collega i due nuovi edifici al vecchio edificio Spinelli, prende il nome da Konrad Adenauer, cancelliere tedesco dal 1949 al 1963. La sala stampa del parlamento prende il nome dalla giornalista russa assassinata Anna Politkovskaja.

## Altri edifici
L'Atrium I è stato completato nel 2000 e ospita il Segretariato del Parlamento Europeo per le Politiche interne e le segreterie di un certo numero di gruppi politici. L'Atrium II è stato completato nel 2004 e ha più uffici. C'è anche un edificio coinvolto nel Meeusplein.
L'edificio Remard è stato affittato nel marzo 2004 per un periodo di nove anni, con la possibilità di recedere dopo 6 anni, per un affitto annuale di 1387205 €. Alcuni altri edifici sono affittati al Montoyerstraat. 'MOY72' ospita tutti i segretariati di EP for Information e 'MTY 70' e 'MOY 63' altri servizi di supporto.

## Ex edifici del parlamento
L'intera sezione di Bruxelles del Parlamento europeo era nell'edificio Belliard. Questo edificio è ora chiamato l'edificio Delors (RMD), da l'ex ministro francese Jacques Delors. Questo edificio ospita ora il Comitato economico e sociale europeo e il Comitato delle regioni insieme all'edificio Bertha von Suttner che fa parte dello spazio Leopold